# A Saucerful of Secrets
A Saucerful of Secrets drugi je studijski album britanske skupine Pink Floyd. Album nudi instrumental "A Saucerful Of Secrets". Na albumu se prvi put kao vokali javljaju David Gilmour (na 1. i 4. pjesmi) i Nick Mason (na 4. pjesmi). Syd Barrett pjeva samo na zadnjoj pjesmi, dok su na ostalim pjesmama vokali bili Richard Wright (1., 2. i 6. pjesma) i Roger Waters (1. i 3.). Na albumu se pojavljuju izvrsni instrumentalni dijelovi (npr. "Let There Be More Light). Ovo je posljednji Floydov album na kojem sudjeluje Syd Barrett.

## Popis pjesama
1. Let There Be More Light (5:37)
2. Remember A Day (4:33)
3. Set The Controls For The Heart Of The Sun (5:20)
4. Corporal Clegg (4:12)
5. A Saucerful Of Secrets (11:56)
6. See-Saw (4:33)
7. Jugband Blues (2:58)

Ukupno trajanje: 39:13
- Pjesma "A Saucerful Of Secrets" sastoji se od 4 dijela:

1. Something Else
2. Syncopated Pandemonium
3. Storm Signal
4. Celestial Voices